# سسیل نواک
سسیل نواک (فرانسوی: Cécile Nowak‎؛ زادهٔ ۲۲ آوریل ۱۹۶۷) جودوکار اهل فرانسه است.
وی همچنین برندهٔ جوایزی همچون لژیون دونور (شوالیه) شده‌است.